# Franz Xaver Schmid
Franz Xaver Schmid, ibland kallad Franz Xaver Schmid-Schwarzenberg, född den 22 oktober 1819 i Schwarzenberg am Böhmerwald, död den 28 november 1883 i München, var en österrikisk religionsfilosof.
Åren 1840–1844 studerade Schmid romersk-katolsk teologi i Salzburg. Han förvärvade sin filosofie doktorsgrad i Freiburg im Breisgau 1850. Därefter undervisade han i historia och filosofi vid lyceet i Rastatt. År 1856 blev han lärare vid universitetet i Erlangen, där han senare blev extra ordinarie professor i filosofi och pedagogik. Under 1850-talet lämnade Schmid Romersk-katolska kyrkan och anslöt sig till protestantismen.